# Neopoeciloderma lepturoides
Neopoeciloderma lepturoides là một loài bọ cánh cứng trong họ Cerambycidae.